# Noureddine Hammel
Pour les articles homonymes, voir Hammel.
Noureddine Hammel (en arabe : نور الدين حمل), plus connu sous le nom de Mehdi (né le 5 mai 1950 à Oran, mort le 7 mars 2017 à Oran) est un footballeur international algérien qui jouait au poste d'attaquant.

## Biographie

### En club
Mehdi, de son vrai nom Noureddine Hammel, commence sa carrière en 1964 dans la catégorie des minimes du MC Oran, où il passe toutes ses catégories. En 1967, il dispute son premier match chez les seniors en championnat à Annaba. Il est sacré champion d'Algérie en 1971, et termine meilleur buteur du championnat ex æquo avec son coéquipier Abdelkader Fréha. Il s'adjuge également la Coupe d'Algérie en 1975.
Entre ses deux consécrations entre 1971 et 1973, il intègre l’EMEPS de Beni Messous dans le cadre de l'accomplissement de son service militaire, et il signe par conséquent durant cette période avec le NA Hussein-Dey. Il retrouve ensuite à nouveau son club du MC Oran, où il reste jusqu'en 1968.

### Mehdi l'international
Il est international junior et en même temps aligné dans la sélection d'Oranie. 
De 1969 à 1976, il est convoqué en équipe nationale A où il joue plusieurs matchs et inscrits plusieurs buts. 
De 1971 et 1973, il intègre l’EMEPS de Beni Messous pour accomplir son service militaire national où il intègre l’équipe nationale militaire jusqu'à la fin de son service.

## Palmarès

### Individuel
- Meilleur buteur du championnat d'Algérie en 1971 avec le MC Oran.

### Club
- Championnat d'Algérie

Champion en 1971 avec le MC Oran
Vice-champion en 1968 et 1969 avec le MC Oran.
- Coupe d'Algérie

Vainqueur en 1975 avec le MC Oran.